# Skånska Deckarsällskapet
Skånska Deckarsällskapet grundades 1973 av en grupp Skånebaserade deckarförfattare och litteraturkritiker. Efter att sällskapet vilat under slutet av 1980-talet återuppstod det 1993 och var sedan aktivt fram till 1999, då det helt lades ned.
- P.G. Peterson
- Maj Sjöwall och Per Wahlöö (de var endast med under planeringsstadiet)
- Jan Mårtenson
- Elisabet Kågerman
- Jean Bolinder
- Carl Greek (="Anders Hellén")
- Torbjörn Stålmarck
- Jan Moen
- Jan Linders
- Evert Lundström
- Jenny Berthelius
- Sven Sörmark
- Tord Hubert Lindström (="Tord Hubert")
- K. Arne Blom
- Per Olaisen
- Lars Jannedal

## Samarbeten under pseudonymer
- "Julius Bark"
- "Bo Lagevi"